# Kirilo Pospeiev
Kirilo Vassilovitx Pospeiev (en ucraïnès Кирило Васильович Поспеєв) (30 de desembre de 1975) va ser un ciclista ucraïnès, que fou professional des del 2001 fins al 2005. Del seu palmarès destaca el campionat nacional en ruta de 2001.

## Palmarès
- 1995
  - 1r al Tour de Ribas
- 2000
  - 1r a la Coppa Ciuffenna
- 2001
  -  Campió d'Ucraïna en ruta

### Resultats al Giro d'Itàlia
- 2004. 42è de la classificació general

### Resultats a la Volta a Espanya
- 2001. Abandona (7a etapa)
- 2003. 37è de la classificació general